# Mapa completamente positivo
Em matemática, um mapa positivo é um mapa entre as C*-algebras que envia elementos positivos para elementos positivos. Um mapa completamente positivo é aquele que satisfaz uma condição mais forte e robusta. Na física, um mapa completamente positivo é exatamente o tipo de transformação que se pode conseguir passando um feixe em um determinado estado misto através de algum dispositivo (o transformador) produzindo outro feixe em um estado misto geralmente diferente, permitindo efeitos dissipativos.

## Definição
Deixe {\displaystyle A} e {\displaystyle B} ser C*-algebras. Um mapa linear {\displaystyle \phi :A\to B} é chamado mapa positivo se {\displaystyle \phi }mapeia elementos positivos para elementos positivos: {\displaystyle a\geq 0\implies \phi (a)\geq 0}.
Qualquer mapa linear {\displaystyle \phi :A\to B} induz outro mapa
{\displaystyle {\textrm {id}}\otimes \phi :\mathbb {C} ^{k\times k}\otimes A\to \mathbb {C} ^{k\times k}\otimes B}
de uma maneira natural. E se {\displaystyle \mathbb {C} ^{k\times k}\otimes A} é identificado com o C*-algebra matrizes {\displaystyle A^{k\times k}} de {\displaystyle k\times k} com entradas em {\displaystyle A}, então {\displaystyle {\textrm {id}}\otimes \phi } atua como
{\displaystyle {\begin{pmatrix}a_{11}&\cdots &a_{1k}\\\vdots &\ddots &\vdots \\a_{k1}&\cdots &a_{kk}\end{pmatrix}}\mapsto {\begin{pmatrix}\phi (a_{11})&\cdots &\phi (a_{1k})\\\vdots &\ddots &\vdots \\\phi (a_{k1})&\cdots &\phi (a_{kk})\end{pmatrix}}.}
Dizemos que {\displaystyle \phi } é k-positivo se {\displaystyle {\textrm {id}}_{\mathbb {C} ^{k\times k}}\otimes \phi } é um mapa positivo e {\displaystyle \phi } é chamado completamente positivo se {\displaystyle \phi } é k-positivo para todos k.

## Propriedades
- Os mapas positivos são monótonos, ou seja, {\displaystyle a_{1}\leq a_{2}\implies \phi (a_{1})\leq \phi (a_{2})} para todos os auto-adjunto elementos {\displaystyle a_{1},a_{2}\in A_{sa}}.
- Desde {\displaystyle -\|a\|_{A}1_{A}\leq a\leq \|a\|_{A}1_{A}} todo mapa positivo é automaticamente contínuo em relação para as normas C* e sua norma de operador é igual {\displaystyle \|\phi (1_{A})\|_{B}}. Uma declaração semelhante com unidades aproximadas vale para álgebras não-unitais.
- O conjunto de funcionais positivos {\displaystyle \to \mathbb {C} } é o cone duplo do cone de elementos positivos de {\displaystyle A}.[4]

## Exemplos[5]
- Todo homomorfismo-* é completamente positivo.
- Para todo operador linear {\displaystyle V:H_{1}\to H_{2}} entre os espaços de Hilbert, o mapa {\displaystyle L(H_{1})\to L(H_{2}),\ A\mapsto VAV^{\ast }} é completamente positivo. O teorema de Stinespring diz que todos os mapas completamente positivos são composições de homomorfismos-* e esses mapas especiais.
- Todo funcional positivo {\displaystyle \phi :A\to \mathbb {C} } (em particular todos os estados) é automaticamente completamente positivo.
- Todo mapa positivo {\displaystyle C(X)\to C(Y)}é completamente positivo.
- A transposição de matrizes é um exemplo padrão de um mapa positivo que falha em ser bi-positivo. Deixe T denotar este mapa em {\displaystyle \mathbb {C} ^{n\times n}}. A seguir, uma matriz positiva em {\displaystyle \mathbb {C} ^{2\times 2}\otimes \mathbb {C} ^{2\times 2}}:

{\displaystyle {\begin{bmatrix}{\begin{pmatrix}1&0\\0&0\end{pmatrix}}&{\begin{pmatrix}0&1\\0&0\end{pmatrix}}\\{\begin{pmatrix}0&0\\1&0\end{pmatrix}}&{\begin{pmatrix}0&0\\0&1\end{pmatrix}}\end{bmatrix}}={\begin{bmatrix}1&0&0&1\\0&0&0&0\\0&0&0&0\\1&0&0&1\\\end{bmatrix}}.}
A imagem desta matriz em {\displaystyle I_{2}\otimes T} é
{\displaystyle {\begin{bmatrix}{\begin{pmatrix}1&0\\0&0\end{pmatrix}}^{T}&{\begin{pmatrix}0&1\\0&0\end{pmatrix}}^{T}\\{\begin{pmatrix}0&0\\1&0\end{pmatrix}}^{T}&{\begin{pmatrix}0&0\\0&1\end{pmatrix}}^{T}\end{bmatrix}}={\begin{bmatrix}1&0&0&0\\0&0&1&0\\0&1&0&0\\0&0&0&1\\\end{bmatrix}},}
o que claramente não é positivo, tendo o determinante -1. Além disso, os autovalores dessa matriz são 1,1,1 e -1.
Aliás, um mapa Φ é dito ser co-positivo se a composição Φ {\displaystyle \circ } T é positivo O próprio mapa de transposição é um mapa co-positivo.